# Kvačany (Žilina)
Kvačany é um município da Eslováquia, situado no distrito de Liptovský Mikuláš, na região de Žilina. Tem 22,44 km² de área e sua população em 2018 foi estimada em 538 habitantes.

## Demografia
| Ano:        | 1994 | 2004   | 2014   | 2024   |
| ----------- | ---- | ------ | ------ | ------ |
| Broj ljudi: | 573  | 555    | 567    | 553    |
| Razlika:    |      | -3,14% | +2,16% | -2,46% |

| Ano:               | 2023 | 2024   |
| ------------------ | ---- | ------ |
| Número de pessoas: | 549  | 553    |
| Diferença:         |      | +0,72% |